# غاتسولا
غاتسولا (بالإيطالية: Gazzola)‏ هي بلدية في مقاطعة بياتشنزا في إقليم إميليا رومانيا الإيطالي.

## السكان
في سنة 1861 بلغ عدد السكان 2٬528 نسمة، وتطور العدد ليصل في سنة 2011 لـ 1٬999 نسمة.
يظهر هذا المخطط البياني تطور النمو السكاني لـ غاتسولا